# Bullshit (Federica Carta)
Bullshit è il primo singolo estratto dal quarto album in studio di Federica Carta, pubblicato il 6 marzo 2020 dalla Universal, come primo estratto dal quarto album in studio

## Tracce
Testi di K Beezy, Francesco Catitti.
1. Bullshit – 3:14

## Video musicale
Il videoclip è stato pubblicato il 6 marzo 2020 ed è stato diretto da Gianluigi Carella.